# Agencia carabobena de noticias
1. REDIRECCIÓN Agencia Carabobeña de Noticias